# 17e corps mécanisé
Pour les articles homonymes, voir 17e corps d'armée.
Le 17e corps mécanisé (numéro d'unité militaire 9406)  était un corps mécanisé de l'Armée rouge au début de la Seconde Guerre mondiale. Formé en mars 1941, le corps est détruit lors de la bataille de Białystok–Minsk et réduit à la 147e brigade de chars.

## Historique

### Formation

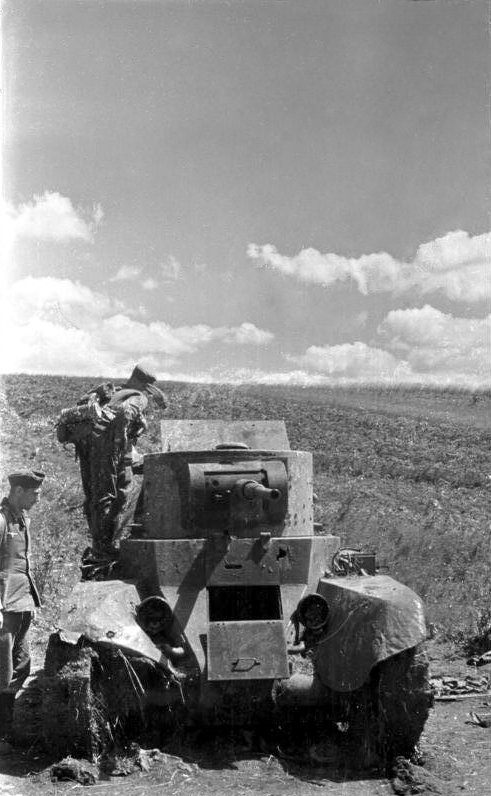
Un char BT-7 détruit, du modèle utilisé par le corps.

Le 17e corps mécanisé est formé en mars 1941 à Baranovitchi sous le commandement de Mikhaïl Petrov (en). Il fait partie de la réserve du district militaire spécial de l'ouest (en) à Slonim. Le corps comprend les 27e et 36e divisions de chars et la 209e division motorisée. Le 17e corps mécanisé est une formation cadre, équipée de seulement 36 chars , dont 24 chars BT, un char T-26 et onze chars amphibies T-37, T-38 et T-40.

### Bataille de Białystok-Minsk
Au déclenchement de l'invasion allemande de l'Union soviétique, le corps est initialement stationné à l'arrière du front mais est déplacé vers Baranovitchi pour arrêter l'avancée allemande Le 26 juin, elle combat dans des batailles défensives autour de Baranovitchi, Stowbtsy et Minsk. Ses positions sont percées par le XLVIIe corps d'armée (motorisé) allemand et le 17e corps mécanisé, en infériorité numérique, n'est pas en mesure d'offrir beaucoup de résistance à l'attaque. Ses restes se retirent vers l'est jusqu'à la Bérézina. Le 3 juillet, les combats se déroulent encore principalement sur la rive ouest du Dniepr. Il subit de lourdes pertes dans les combats et, le 5 juillet, est affecté à la 21e armée après avoir reçu l'ordre de se rendre à Babrouïsk la veille.
Le 7 juillet, les rapports d'effectifs du corps (listes d'équipements) ne comptent plus aucun véhicule blindé. Le 14 juillet, la 16e armée reçoit l'ordre d'attaquer vers le sud, en direction de Gorki, aux côtés du 17e corps mécanisé, pour détruire les troupes allemandes avancées. Le corps devient de plus en plus combattif au fur et à mesure de sa retraite, résistant contre la 10e Panzerdivision allemande alors qu'elle avançait vers Potchinok le 16 juillet. Le 18 juillet, la 16e armée reçoit de nouveau l'ordre d'attaquer vers le sud, en direction de Gorki, avec le corps. Le 21 juillet, le corps reçoit l'ordre de se retirer dans la région de Soukhinitchi avec la 4e armée; Le 24 juillet, elle se regroupe depuis Iartsevo pour soutenir la 16e armée avec un effectif de 1 600 hommes, selon le rapport de situation du commandant du front occidental Semion Timochenko ce jour-là. Le corps devient la 147e brigade de chars le 1er août. Ses 27e et 36e divisions blindées sont dissoutes à la même date.